# Leuciscus

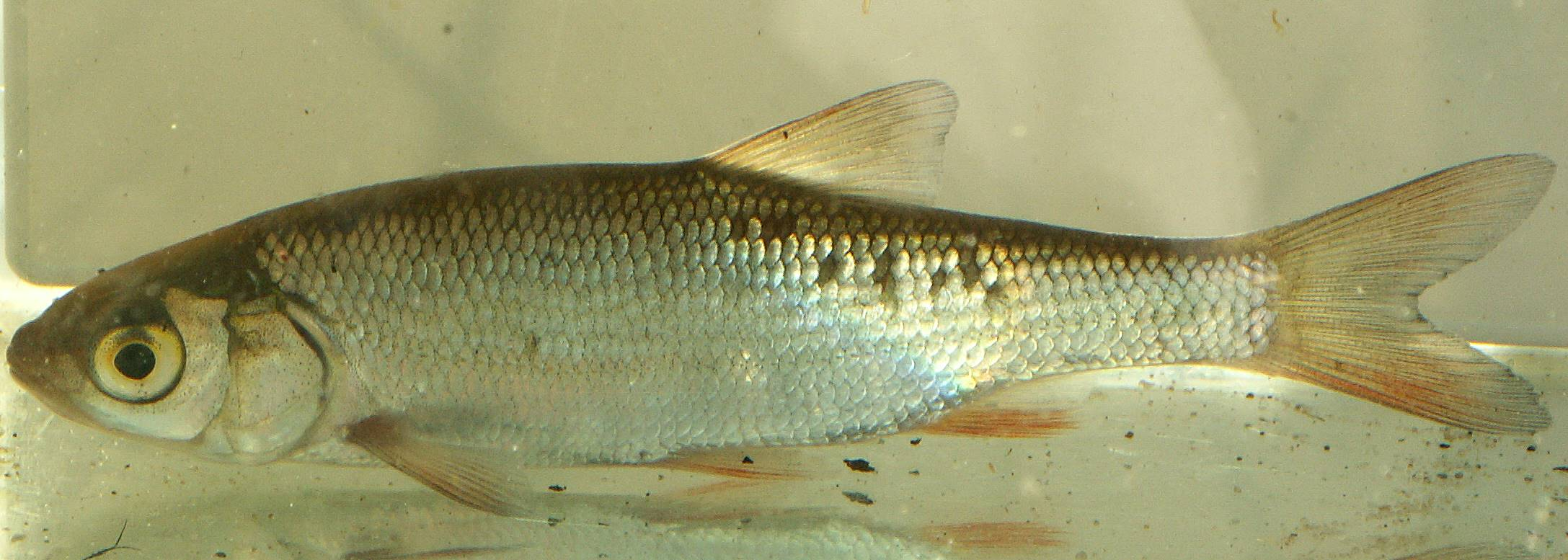
L. idus

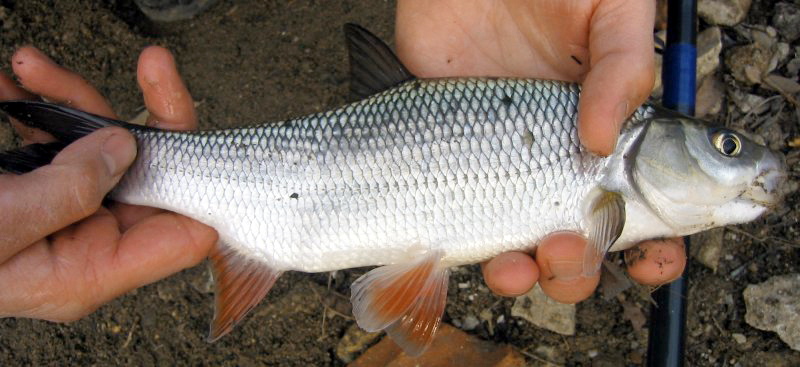
Detalhe das barabatanas de L. idus

Leuciscus é um género de peixes ciprinídeos de água doce que fazem parte da ordem dos Cypriniformes que se encontram na Ásia ocidental e Europa oriental, existindo algumas espécies que são criadas em aquário, como por exemplo a Leuciscus idus.
O seu habitat natural é bentopelágico de clima temperado a tropical, vivendo em ribeiras e pequenos rios onde a maior parte das espécies se alimenta de pequenos invertebrados. A espécie Leuciscus leuciscus foi introduzida na maior parte da Europa pelo seu interesse para a pesca desportiva, comportando-se em alguns países como uma praga que produziu impactos ecológicos negativos.

## Espécies
Existem 19 espécies agrupadas no género Leuciscus:
- Leuciscus aspius (Linnaeus, 1758)
- Leuciscus baicalensis (Dybowski, 1874)
- Leuciscus bearnensis (Blanchard, 1866)
- Leuciscus bergi Kashkarov, 1925
- Leuciscus burdigalensis Valenciennes, 1844
- Leuciscus chuanchicus (Kessler, 1876)
- Leuciscus danilewskii (Kessler, 1877)
- Leuciscus dzungaricus Paepke & F. Koch, 1998
- Leuciscus gaderanus Günther, 1899
- Leuciscus idus (Linnaeus, 1758)
- Leuciscus latus (Keyserling, 1861)
- Leuciscus lehmanni J. F. Brandt, 1852
- Leuciscus leuciscus (Linnaeus, 1758)
- Leuciscus lindbergi Zanin & Eremejev, 1934
- Leuciscus merzbacheri (Zugmayer, 1912)
- Leuciscus oxyrrhis (La Blanchère, 1873)
- Leuciscus schmidti (Herzenstein, 1896)
- Leuciscus vorax (Heckel, 1843)
- Leuciscus waleckii (Dybowski, 1869)